# Daniel McGettigan
Daniel McGettigan (Mevagh, 15 novembre 1815 – Armagh, 3 dicembre 1887) è stato un arcivescovo cattolico irlandese.

## Biografia
Studiò nel seminario di Navan e nel 1833 fu ammesso al collegio di Maynooth, dove fu ordinato prete nel 1839. Prestò servizio pastorale prima a Inver, poi a Letterkenny e infine a Kilbarron. Nel 1856 fu nominato coadiutore, con diritto di successione, del vescovo di Raphoe, Patrick MacGettigan, cui succedette nel 1861.
Nel 1869 il clero di Armagh, sede primaziale d'Irlanda, sostenne la sua candidatura ad arcivescovo nonostante l'appoggio del cardinale Paul Cullen a un altro aspirante, George Conroy. L'11 marzo 1870 McGettigan fu effettivamente promosso alla sede metropolitana di Armagh.
Inaugurò la nuova cattedrale di Armagh nel 1873 e invitò i redentoristi a stabilirsi in diocesi.
Appoggiò le posizioni del cardinale Cullen contro le idee liberali e il movimento feniano, ma non ebbe sostegno dal clero diocesano e smise di interessarsi direttamente di questioni politiche. Insieme al resto dell'episcopato nord-irlandese, mantenne in pubblico un atteggiamento neutrale nei confronti dell'Irish National Land League; si oppose al tentativo degli altri vescovi irlandesi di ingerire nella riforma agraria promossa da William Ewart Gladstone, che nel 1881 aveva presentato il Land Law Act; si espresse anche contro l'emigrazione degli irlandesi dalla loro isola.
Morì nella sua residenza episcopale nel 1887 e fu sepolto nel St. Patrick's cemetery di Armagh.

## Genealogia episcopale e successione apostolica
La genealogia episcopale è:
- Cardinale Scipione Rebiba
- Cardinale Giulio Antonio Santori
- Cardinale Girolamo Bernerio, O.P.
- Arcivescovo Galeazzo Sanvitale
- Cardinale Ludovico Ludovisi
- Cardinale Luigi Caetani
- Cardinale Ulderico Carpegna
- Cardinale Paluzzo Paluzzi Altieri degli Albertoni
- Papa Benedetto XIII
- Papa Benedetto XIV
- Papa Clemente XIII
- Cardinale Giovanni Carlo Boschi
- Cardinale Bartolomeo Pacca
- Papa Gregorio XVI
- Cardinale Castruccio Castracane degli Antelminelli
- Cardinale Paul Cullen
- Arcivescovo Joseph Dixon
- Arcivescovo Daniel McGettigan

La successione apostolica è:
- Vescovo James McDevitt (1871)
- Cardinale Michael Logue (1879)
- Vescovo Abraham Brownrigg, S.S.S. (1884)